# Laurence Rochat
Laurence Rochat (n. 1 august 1979, Pompaples⁠(d), cantonul Vaud, Elveția) este o schioară de fond ce a reprezentat Elveția, medaliată olimpică. A participat la 3 ediții ale Jocurilor Olimpice (2002, 2006, 2010) în care a câștigat o medalie de bronz.